# El Chaco
El Chaco ist eine Kleinstadt und eine Parroquia urbana im Kanton El Chaco der ecuadorianischen Provinz Napo. El Chaco ist Sitz der Kantonsverwaltung. Die Parroquia besitzt eine Fläche von 70,67 km². Die Einwohnerzahl lag im Jahr 2010 bei 4816. Davon lebten 4026 Einwohner im urbanen Bereich von El Chaco. 

## Lage
Die Parroquia El Chaco liegt an der Ostflanke der Cordillera Real. Der 1650 m hoch gelegene Ort El Chaco liegt am linken Flussufer des Río Coca (Río Quijos). El Chaco befindet sich etwa 73 km nördlich der Provinzhauptstadt Tena sowie 77 km östlich der Hauptstadt Quito. Durch El Chaco führt die Fernstraße E45 (Tena–Nueva Loja). Der Río Quijos durchfließt die Parroquia in nordnordöstlicher Richtung. Dessen linker Nebenfluss Río Oyacachi begrenzt die Parroquia im Nordosten.
Die Parroquia El Chaco grenzt im Nordosten und im Osten an die Parroquia Gonzalo Díaz de Pineda, im Südosten an die Parroquia Linares, im Südwesten an die Parroquia Sardinas, im Nordwesten an die Parroquia Oyacachi sowie im zentralen Norden an die Parroquia Santa Rosa.

## Ökologie
Der Westen der Parroquia liegt innerhalb des Nationalparks Cayambe Coca, der äußerste Südosten innerhalb des Nationalparks Sumaco Napo-Galeras.

## Geschichte
Das Gebiet wurde um 1930 besiedelt. Der Kanton El Chaco wurde am 26. Mai 1988 gegründet.